# Nagy kancsil
A nagy kancsil (Tragulus napu) az emlősök (Mammalia) osztályának párosujjú patások (Artiodactyla) rendjébe, ezen belül a kancsilfélék (Tragulidae) családjába tartozó faj.

## Előfordulása
Délkelet-Ázsia trópusi és trópusi monszun erdeiben él. A következő országok egyes részein található meg: Brunei, Indonézia, Malajzia, Mianmar, Thaiföld, Szingapúr és Vietnám területén honos.

## Megjelenése
A bakon nincs agancs. Színe narancssárgás barna. Testhossza 70-75 centiméter, farokhossza 8-10 centiméter, marmagassága 30-35 centiméter és tömege 5-8 kilogramm.

## Életmódja
A nagy kancsil magányosállat. Tápláléka gyümölcsök, bogyók, vízi növények, levelek, rügyek, cserjék, füvek.

## Szaporodása
Ennek a fajnak a szaporodása nincs évszakhoz kötve. A 152-155 napig tartó vemhesség végén 1-2 gida születik, szülés után néhány órával már párosodnak, ezért a suták szinte egész életükben vemhesek.

## Természetvédelmi állapota
A nagy kancsil jelenleg nem veszélyeztetett, de nem gyakori faj. Az őslakosok a húsukért vadásszák. Háziállatnak is tartják, mert könnyen szelídíthető.